# Will Smith/Diskografie
Diese Diskografie ist eine Übersicht über die musikalischen Werke des US-amerikanischen Rappers Will Smith und seines Pseudonyms The Fresh Prince. Den Schallplattenauszeichnungen zufolge hat er bisher mehr als 32,6 Millionen Tonträger verkauft, davon alleine in seiner Heimat über 18,5 Millionen. Seine erfolgreichste Veröffentlichung ist das Debüt-Soloalbum Big Willie Style mit über 11,6 Millionen verkauften Einheiten.

## Alben

### Studioalben
| Jahr | Titel Musiklabel                              | Höchstplatzierung, Gesamtwochen, AuszeichnungChartplatzierungen (Jahr, Titel, Musiklabel, Platzierungen, Wochen, Auszeichnungen, Anmerkungen) | Höchstplatzierung, Gesamtwochen, AuszeichnungChartplatzierungen (Jahr, Titel, Musiklabel, Platzierungen, Wochen, Auszeichnungen, Anmerkungen) | Höchstplatzierung, Gesamtwochen, AuszeichnungChartplatzierungen (Jahr, Titel, Musiklabel, Platzierungen, Wochen, Auszeichnungen, Anmerkungen) | Höchstplatzierung, Gesamtwochen, AuszeichnungChartplatzierungen (Jahr, Titel, Musiklabel, Platzierungen, Wochen, Auszeichnungen, Anmerkungen) | Höchstplatzierung, Gesamtwochen, AuszeichnungChartplatzierungen (Jahr, Titel, Musiklabel, Platzierungen, Wochen, Auszeichnungen, Anmerkungen) | Anmerkungen                                                    |
| Jahr | Titel Musiklabel                              | DE | AT | CH | UK | US | Anmerkungen                                                    |
| ---- | --------------------------------------------- | --- | --- | --- | --- | --- | -------------------------------------------------------------- |
| 1997 | Big Willie Style Columbia Records (Sony)      | DE20 (36 Wo.)DE | AT9 (15 Wo.)AT | CH21 Gold · (7 Wo.)CH | UK9 ×2Doppelplatin · (87 Wo.)UK | US8 ×9Neunfachplatin · (99 Wo.)US | Erstveröffentlichung: 24. November 1997 Verkäufe: + 11.650.000 |
| 1999 | Willennium Columbia Records (Sony)            | DE20 (11 Wo.)DE | AT28 (7 Wo.)AT | CH16 Gold · (18 Wo.)CH | UK10 Platin · (17 Wo.)UK | US5 ×2Doppelplatin · (26 Wo.)US | Erstveröffentlichung: 15. November 1999 Verkäufe: + 3.342.500  |
| 2002 | Born to Reign Columbia Records (Sony)         | DE19 (9 Wo.)DE | AT20 (10 Wo.)AT | CH17 (12 Wo.)CH | UK24 (3 Wo.)UK | US13 Gold · (8 Wo.)US | Erstveröffentlichung: 25. Juni 2002 Verkäufe: + 500.000        |
| 2005 | Lost and Found Interscope Records (UMG)       | DE14 (11 Wo.)DE | AT30 (7 Wo.)AT | CH35 (10 Wo.)CH | UK15 Silber · (9 Wo.)UK | US6 Gold · (24 Wo.)US | Erstveröffentlichung: 25. März 2005 Verkäufe: + 560.000        |
| 2025 | Based on a True Story Slang Music Group (SMG) | — | — | — | — | — | Erstveröffentlichung: 28. März 2025                            |

### Kompilationen
| Jahr | Titel Musiklabel                      | Höchstplatzierung, Gesamtwochen, AuszeichnungChartplatzierungen (Jahr, Titel, Musiklabel, Platzierungen, Wochen, Auszeichnungen, Anmerkungen) | Höchstplatzierung, Gesamtwochen, AuszeichnungChartplatzierungen (Jahr, Titel, Musiklabel, Platzierungen, Wochen, Auszeichnungen, Anmerkungen) | Höchstplatzierung, Gesamtwochen, AuszeichnungChartplatzierungen (Jahr, Titel, Musiklabel, Platzierungen, Wochen, Auszeichnungen, Anmerkungen) | Höchstplatzierung, Gesamtwochen, AuszeichnungChartplatzierungen (Jahr, Titel, Musiklabel, Platzierungen, Wochen, Auszeichnungen, Anmerkungen) | Höchstplatzierung, Gesamtwochen, AuszeichnungChartplatzierungen (Jahr, Titel, Musiklabel, Platzierungen, Wochen, Auszeichnungen, Anmerkungen) | Anmerkungen                                                 |
| Jahr | Titel Musiklabel                      | DE | AT | CH | UK | US | Anmerkungen                                                 |
| ---- | ------------------------------------- | --- | --- | --- | --- | --- | ----------------------------------------------------------- |
| 2002 | Greatest Hits Columbia Records (Sony) | — | — | — | UK82 Gold · (2 Wo.)UK | — | Erstveröffentlichung: 26. November 2002 Verkäufe: + 107.500 |

## Singles

### Als Leadmusiker
| Jahr | Titel Album                                    | Höchstplatzierung, Gesamtwochen, AuszeichnungChartplatzierungen (Jahr, Titel, Album, Platzierungen, Wochen, Auszeichnungen, Anmerkungen) | Höchstplatzierung, Gesamtwochen, AuszeichnungChartplatzierungen (Jahr, Titel, Album, Platzierungen, Wochen, Auszeichnungen, Anmerkungen) | Höchstplatzierung, Gesamtwochen, AuszeichnungChartplatzierungen (Jahr, Titel, Album, Platzierungen, Wochen, Auszeichnungen, Anmerkungen) | Höchstplatzierung, Gesamtwochen, AuszeichnungChartplatzierungen (Jahr, Titel, Album, Platzierungen, Wochen, Auszeichnungen, Anmerkungen) | Höchstplatzierung, Gesamtwochen, AuszeichnungChartplatzierungen (Jahr, Titel, Album, Platzierungen, Wochen, Auszeichnungen, Anmerkungen) | Anmerkungen |
| Jahr | Titel Album                                    | DE | AT | CH | UK | US | Anmerkungen |
| --- | ---------------------------------------------- | --- | --- | --- | --- | --- | --- |
| 1997 | Men in Black Big Willie Style                  | DE1 ×3Dreifachgold · (24 Wo.)DE | AT2 Gold · (17 Wo.)AT | CH1 Gold · (26 Wo.)CH | UK1 ×2Doppelplatin · (20 Wo.)UK | — | Erstveröffentlichung: 29. Juli 1997 Verkäufe: + 3.050.000; feat. Coko Original: Patrice Rushen – Forget Me Nots |
| 1997 | Just Cruisin’ Big Willie Style                 | DE27 (9 Wo.)DE | AT37 (2 Wo.)AT | CH32 (4 Wo.)CH | UK23 (6 Wo.)UK | — | Erstveröffentlichung: 6. Oktober 1997                                                                           |
| 1998 | Gettin’ Jiggy wit It Big Willie Style          | DE18 (13 Wo.)DE | AT26 (8 Wo.)AT | CH12 (16 Wo.)CH | UK3 Platin · (10 Wo.)UK | US1 Gold · (32 Wo.)US | Erstveröffentlichung: 16. Januar 1998 Verkäufe: + 1.840.000 Original: Sister Sledge – He’s the Greatest Dancer  |
| 1998 | Just the Two of Us Big Willie Style            | DE81 (7 Wo.)DE | — | — | UK2 Silber · (10 Wo.)UK | US20 (11 Wo.)US | Erstveröffentlichung: 15. September 1998 Verkäufe: + 205.000 Original: Grover Washington, Jr. & Bill Withers    |
| 1998 | Miami Big Willie Style                         | DE12 Gold · (20 Wo.)DE | AT5 (15 Wo.)AT | CH4 (19 Wo.)CH | UK3 ×2Doppelplatin · (14 Wo.)UK | US17 (21 Wo.)US | Erstveröffentlichung: 26. Oktober 1998 Verkäufe: + 1.630.000 Original: The Whispers – And the Beat Goes On      |
| 1999 | Wild Wild West Willennium                      | DE3 Gold · (15 Wo.)DE | AT5 (14 Wo.)AT | CH2 Gold · (17 Wo.)CH | UK2 Gold · (19 Wo.)UK | US1 Gold · (17 Wo.)US | Erstveröffentlichung: 18. Juni 1999 Verkäufe: + 1.605.000; feat. Dru Hill & Kool Moe Dee                        |
| 1999 | Will2K Willennium                              | DE40 (9 Wo.)DE | — | CH23 (14 Wo.)CH | UK2 Silber · (12 Wo.)UK | US25 (13 Wo.)US | Erstveröffentlichung: 8. November 1999 Verkäufe: + 240.000; feat. K-Ci                                          |
| 2000 | Freakin’ It Willennium                         | DE70 (6 Wo.)DE | — | CH44 (8 Wo.)CH | UK15 (17 Wo.)UK | US99 (4 Wo.)US | Erstveröffentlichung: 28. Februar 2000                                                                          |
| 2002 | Black Suits Comin’ (Nod Ya Head) Born to Reign | DE4 (15 Wo.)DE | AT7 (17 Wo.)AT | CH5 (17 Wo.)CH | UK3 (11 Wo.)UK | US77 (3 Wo.)US | Erstveröffentlichung: 11. Juni 2002 Verkäufe: + 40.000; feat. Trā-Knox                                          |
| 2002 | 1000 Kisses Born to Reign                      | DE61 (7 Wo.)DE | — | CH44 (4 Wo.)CH | — | — | Erstveröffentlichung: 1. Oktober 2002 feat. Jada Pinkett                                                        |
| 2005 | Switch Lost and Found                          | DE4 (16 Wo.)DE | AT7 (19 Wo.)AT | CH13 (23 Wo.)CH | UK4 Gold · (25 Wo.)UK | US7 Gold · (28 Wo.)US | Erstveröffentlichung: 14. März 2005 Verkäufe: + 975.000                                                         |
| 2005 | Party Starter Lost and Found                   | DE40 (9 Wo.)DE | AT62 (3 Wo.)AT | CH26 (6 Wo.)CH | UK19 (4 Wo.)UK | — | Erstveröffentlichung: 9. August 2005                                                                            |
| 2017 | Get Lit –                                      | — | — | — | — | — | Erstveröffentlichung: 6. Oktober 2017                                                                           |
| 2018 | Está rico –                                    | — | — | — | — | — | Erstveröffentlichung: 28. September 2018 Verkäufe: + 240.000; mit Marc Anthony & Bad Bunny                      |
| 2024 | Light Em Up Bad Boys: Ride or Die (O.S.T.)     | — | — | — | — | — | Erstveröffentlichung: 7. Juni 2024 mit Sean Paul                                                                |
| 2024 | You Can Make It Based on a True Story          | — | — | — | — | — | Erstveröffentlichung: 28. Juni 2024 feat. Fridayy & Sunday Service Choir                                        |
| 2024 | Work of Art Based on a True Story              | — | — | — | — | — | Erstveröffentlichung: 26. Juli 2024 feat. Jaden & Russ                                                          |
| 2024 | Tantrum Based on a True Story                  | — | — | — | — | — | Erstveröffentlichung: 13. Dezember 2024 feat. Joyner Lucas                                                      |
| 2025 | Beautiful Scars Based on a True Story          | — | — | — | — | — | Erstveröffentlichung: 30. Januar 2025                                                                           |
| 2025 | First Love Based on a True Story               | — | — | — | — | — | Erstveröffentlichung: 14. Februar 2025 feat. Marcin & India Martínez                                            |
| Folgende Lieder erschienen nicht als Single, wurden aber durch das Album zum Download und Streaming bereitgestellt und konnten somit eine Platzierung erlangen: |                                                | | | | | | |
| |                                                | | | | | | |
| 2019 | Friend Like Me Aladin (O.S.T.)                 | — | — | — | UK95 Gold · (1 Wo.)UK | US— PlatinUS | Charteinstieg: 7. Juni 2019 Verkäufe: + 1.400.000; Original: Robin Williams                                     |

### Als Gastmusiker
| Jahr | Titel Album                                               | Höchstplatzierung, Gesamtwochen, AuszeichnungChartplatzierungen (Jahr, Titel, Album, Platzierungen, Wochen, Auszeichnungen, Anmerkungen) | Höchstplatzierung, Gesamtwochen, AuszeichnungChartplatzierungen (Jahr, Titel, Album, Platzierungen, Wochen, Auszeichnungen, Anmerkungen) | Höchstplatzierung, Gesamtwochen, AuszeichnungChartplatzierungen (Jahr, Titel, Album, Platzierungen, Wochen, Auszeichnungen, Anmerkungen) | Höchstplatzierung, Gesamtwochen, AuszeichnungChartplatzierungen (Jahr, Titel, Album, Platzierungen, Wochen, Auszeichnungen, Anmerkungen) | Höchstplatzierung, Gesamtwochen, AuszeichnungChartplatzierungen (Jahr, Titel, Album, Platzierungen, Wochen, Auszeichnungen, Anmerkungen) | Anmerkungen                                                                                     |
| Jahr | Titel Album                                               | DE | AT | CH | UK | US | Anmerkungen                                                                                     |
| ---- | --------------------------------------------------------- | --- | --- | --- | --- | --- | ----------------------------------------------------------------------------------------------- |
| 1989 | I Sleep Much Better (In Someone Else’s Bed) Greatest Hits | — | — | — | — | — | Erstveröffentlichung: 1989 Billy Ocean feat. The Fresh Prince & Mimi                            |
| 1989 | When the Radio Is On Coast to Coast                       | — | — | — | — | US81 (8 Wo.)US | Erstveröffentlichung: 20. November 1989 Paul Shaffer feat. Verschiedene Interpreten             |
| 1991 | Voices That Care –                                        | — | — | — | — | US11 Gold + Platin (Video-Single) · (16 Wo.)US                                                                                           | Erstveröffentlichung: 7. März 1991 Verkäufe: + 550.000; als Teil von Voices That Care           |
| 1999 | Boy You Knock Me Out Kiss the Sky                         | — | — | — | UK3 Silber · (10 Wo.)UK | — | Erstveröffentlichung: 1. Februar 1999 Verkäufe: + 200.000; Tatyana Ali feat. Will Smith         |
| 2015 | Fiesta (Remix) Amanecer Remixed                           | — | — | — | — | — | Erstveröffentlichung: 2. Oktober 2015 Bomba Estéreo feat. Will Smith                            |
| 2018 | Live It Up –                                              | DE21 (10 Wo.)DE | AT17 (9 Wo.)AT | CH32 Gold · (10 Wo.)CH | — | — | Erstveröffentlichung: 25. Mai 2018 Verkäufe: + 90.000; Nicky Jam feat. Era Istrefi & Will Smith |
| 2018 | Icon (Reggaeton Remix) –                                  | — | — | — | — | — | Erstveröffentlichung: 11. Juni 2018 Jaden Smith feat. Nicky Jam & Will Smith                    |
| 2020 | Will (Remix) –                                            | — | — | — | — | — | Erstveröffentlichung: 15. Mai 2020 Joyner Lucas feat. Will Smith                                |

## Videoalben und Musikvideos

### Videoalben
| Jahr | Titel Musiklabel                                              | Höchstplatzierung, Gesamtwochen, AuszeichnungChartplatzierungen (Jahr, Titel, Musiklabel, Platzierungen, Wochen, Auszeichnungen, Anmerkungen) | Höchstplatzierung, Gesamtwochen, AuszeichnungChartplatzierungen (Jahr, Titel, Musiklabel, Platzierungen, Wochen, Auszeichnungen, Anmerkungen) | Höchstplatzierung, Gesamtwochen, AuszeichnungChartplatzierungen (Jahr, Titel, Musiklabel, Platzierungen, Wochen, Auszeichnungen, Anmerkungen) | Höchstplatzierung, Gesamtwochen, AuszeichnungChartplatzierungen (Jahr, Titel, Musiklabel, Platzierungen, Wochen, Auszeichnungen, Anmerkungen) | Höchstplatzierung, Gesamtwochen, AuszeichnungChartplatzierungen (Jahr, Titel, Musiklabel, Platzierungen, Wochen, Auszeichnungen, Anmerkungen) | Anmerkungen                                               |
| Jahr | Titel Musiklabel                                              | DE | AT | CH | UK | US | Anmerkungen                                               |
| ---- | ------------------------------------------------------------- | --- | --- | --- | --- | --- | --------------------------------------------------------- |
| 1999 | The Will Smith Music Video Collection Columbia Records (Sony) | — | — | — | UK25 (17 Wo.)UK | US— GoldUS | Erstveröffentlichung: 7. Dezember 1999 Verkäufe: + 50.000 |

### Musikvideos
| Jahr | Titel                                          | Regie              |
| ---- | ---------------------------------------------- | ------------------ |
| 1989 | I Sleep Much Better (In Someone Else’s Bed)    | Scott Kalvert      |
| 1991 | Voices That Care                               | James Yukich       |
| 1997 | Men in Black                                   | Robert Caruso      |
| 1997 | Just Cruisin’                                  | Robert Caruso      |
| 1998 | Gettin’ Jiggy wit It                           | Hype Williams      |
| 1998 | Just the Two of Us                             | Bob Giraldi        |
| 1998 | Miami                                          | Wayne Isham        |
| 1999 | Boy You Knock Me Out                           |                    |
| 1999 | Wild Wild West                                 | Paul Hunter        |
| 1999 | Will2K                                         | Robert Caruso      |
| 1999 | La Fiesta                                      | F. Gary Gray       |
| 1999 | So Fresh                                       | Jada Pinkett Smith |
| 2000 | Freakin’ It                                    | Paul Hunter        |
| 2002 | Black Suits Comin’ (Nod Ya Head) (2 Versionen) | Francis Lawrence   |
| 2002 | 1000 Kisses                                    | Antti J. Jokinen   |
| 2005 | Switch                                         | Paul Hunter        |
| 2005 | Party Starter                                  | Paul Hunter        |
| 2015 | Fiesta (Remix)                                 | Carlos Perez       |
| 2018 | Live It Up                                     | Yasha Malekzad     |
| 2018 | Está rico                                      | Carlos Perez       |
| 2024 | Work of Art                                    | Willy Rodríguez    |

## Autorenbeteiligungen und Produktionen
Will Smith als Autor (A) und Produzent (P) in den Charts

| Jahr | Titel Album                                                                | Höchstplatzierung, Gesamtwochen, AuszeichnungChartplatzierungen (Jahr, Titel, Album, Platzierungen, Wochen, Auszeichnungen, Anmerkungen) | Höchstplatzierung, Gesamtwochen, AuszeichnungChartplatzierungen (Jahr, Titel, Album, Platzierungen, Wochen, Auszeichnungen, Anmerkungen) | Höchstplatzierung, Gesamtwochen, AuszeichnungChartplatzierungen (Jahr, Titel, Album, Platzierungen, Wochen, Auszeichnungen, Anmerkungen) | Höchstplatzierung, Gesamtwochen, AuszeichnungChartplatzierungen (Jahr, Titel, Album, Platzierungen, Wochen, Auszeichnungen, Anmerkungen) | Höchstplatzierung, Gesamtwochen, AuszeichnungChartplatzierungen (Jahr, Titel, Album, Platzierungen, Wochen, Auszeichnungen, Anmerkungen) | Anmerkungen                                                                                         |
| Jahr | Titel Album                                                                | DE | AT | CH | UK | US | Anmerkungen                                                                                         |
| ---- | -------------------------------------------------------------------------- | --- | --- | --- | --- | --- | --------------------------------------------------------------------------------------------------- |
| 1986 | Girls Ain’t Nothing but Trouble A DJ Jazzy Jeff & the Fresh Prince         | — | — | — | UK21 (8 Wo.)UK | US57 (12 Wo.)US | Erstveröffentlichung: September 1986                                                                |
| 1987 | The Magnificent Jazzy Jeff A DJ Jazzy Jeff & the Fresh Prince              | — | — | — | UK93 (2 Wo.)UK | — | Erstveröffentlichung: Februar 1987                                                                  |
| 1988 | Parents Just Don’t Understand A, P DJ Jazzy Jeff & the Fresh Prince        | — | — | — | UK87 (4 Wo.)UK | US12 Gold · (19 Wo.)US | Erstveröffentlichung: April 1988 Verkäufe: + 500.000                                                |
| 1988 | A Nightmare on My Street A, P DJ Jazzy Jeff & the Fresh Prince             | — | — | — | — | US15 (16 Wo.)US | Erstveröffentlichung: 30. Juli 1988                                                                 |
| 1989 | I Think I Can Beat Mike Tyson A, P DJ Jazzy Jeff & the Fresh Prince        | — | — | — | UK94 (1 Wo.)UK | US58 (8 Wo.)US | Erstveröffentlichung: 10. Oktober 1989                                                              |
| 1991 | Summertime A DJ Jazzy Jeff & the Fresh Prince                              | DE12 (17 Wo.)DE | — | CH11 (13 Wo.)CH | UK8 Platin · (19 Wo.)UK | US4 Platin · (18 Wo.)US | Erstveröffentlichung: 20. Mai 1991 Verkäufe: + 1.600.000 Original: Kool & the Gang – Summer Madness |
| 1991 | Ring My Bell A DJ Jazzy Jeff & the Fresh Prince                            | — | — | CH29 (1 Wo.)CH | UK53 (2 Wo.)UK | US20 Gold · (19 Wo.)US | Erstveröffentlichung: 13. September 1991 Verkäufe: + 500.000; Original: Anita Ward                  |
| 1993 | Boom! Shake the Room A DJ Jazzy Jeff & the Fresh Prince                    | DE8 Gold · (21 Wo.)DE | AT17 (11 Wo.)AT | CH8 (21 Wo.)CH | UK1 Silber · (13 Wo.)UK | US13 Gold · (20 Wo.)US | Erstveröffentlichung: 16. Juli 1993 Verkäufe: + 1.020.000; Original: Ohio Players – Funky Worm      |
| 1993 | I’m Looking for the One (To Be with Me) A DJ Jazzy Jeff & the Fresh Prince | DE88 (4 Wo.)DE | — | — | UK24 (4 Wo.)UK | US79 (7 Wo.)US | Erstveröffentlichung: 1. November 1993 Original: S.O.S. Band – Tell Me If You Still Care            |
| 1994 | Can’t Wait to Be with You A, P DJ Jazzy Jeff & the Fresh Prince            | — | — | — | UK29 (5 Wo.)UK | — | Erstveröffentlichung: Februar 1994 Original: Luther Vandross – Never Too Much                       |
| 1994 | Twinkle Twinkle (I’m Not a Star) A DJ Jazzy Jeff & the Fresh Prince        | — | — | — | UK60 (4 Wo.)UK | — | Erstveröffentlichung: 23. Mai 1994                                                                  |
| 1998 | Lovely Daze A DJ Jazzy Jeff & the Fresh Prince                             | — | — | — | UK37 (2 Wo.)UK | — | Erstveröffentlichung: 2. Juni 1998 Original: Bill Withers – Lovely Day                              |

## Promoveröffentlichungen
| Jahr | Titel Album          | Anmerkungen                                                                      |
| ---- | -------------------- | -------------------------------------------------------------------------------- |
| 1999 | So Fresh Willennium  | Erstveröffentlichung: 1999 feat. Biz Markie & Slick Rick                         |
| 2000 | La fiesta Willennium | Erstveröffentlichung: 2000                                                       |
| 2003 | Sexy Lady –          | Erstveröffentlichung: 2003 Shaggy feat. Brian, Tony Gold, Sean Paul & Will Smith |
| 2005 | How We Do –          | Erstveröffentlichung: 2005                                                       |

## Sonderveröffentlichungen
| Jahr | Titel Album                                                     | Anmerkungen                                                                       |
| ---- | --------------------------------------------------------------- | --------------------------------------------------------------------------------- |
| 1989 | When the Radio Is On Coast to Coast                             | Erstveröffentlichung: 15. August 1989 Paul Shaffer feat. Verschiedene Interpreten |
| 1989 | I Sleep Much Better (In Someone Else’s Bed) Greatest Hits       | Erstveröffentlichung: 4. Oktober 1989 Billy Ocean feat. The Fresh Prince & Mimi   |
| 1998 | Boy You Knock Me Out Kiss the Sky                               | Erstveröffentlichung: 1998 Tatyana Ali feat. Will Smith                           |
| 2007 | The Rain Collaborations                                         | Erstveröffentlichung: 30. Januar 2007 Jill Scott feat. Will Smith                 |
| 2016 | Fiesta (Remix) Amanecer Remixed                                 | Erstveröffentlichung: 16. Dezember 2016 Bomba Estéreo feat. Will Smith            |
| 2019 | Don’t Be Afraid to Be Different Confessions of a Dangerous Mind | Erstveröffentlichung: 10. Mai 2019 Logic feat. Will Smith                         |

| Jahr | Titel Album                               | Anmerkungen                            |
| ---- | ----------------------------------------- | -------------------------------------- |
| 2005 | Gettin’ Jiggy wit It (Live) Live 8        | Erstveröffentlichung: 8. November 2005 |
| 2005 | Switch (Live) Live 8                      | Erstveröffentlichung: 8. November 2005 |
| 2005 | The Fresh Prince of Bel Air (Live) Live 8 | Erstveröffentlichung: 8. November 2005 |

| Jahr | Titel Soundtrack                                 | Anmerkungen                                                                                              |
| ---- | ------------------------------------------------ | --- |
| 1997 | Just Cruisin’ Men in Black                       | Erstveröffentlichung: 30. Juni 1997                                                                      |
| 1997 | Men in Black                                     | Erstveröffentlichung: 30. Juni 1997 feat. Coko; Original: Patrice Rushen – Forget Me Nots                |
| 1999 | Wild Wild West                                   | Erstveröffentlichung: 15. Juni 1999 feat. Dru Hill & Kool Moe Dee                                        |
| 2002 | Black Suits Comin’ (Nod Ya Head) Men in Black II | Erstveröffentlichung: 2. Juli 2002 feat. Trā-Knox                                                        |
| 2004 | Got to Be Real Große Haie – Kleine Fische        | Erstveröffentlichung: 21. September 2004 Mary J Blige feat. Will Smith; Original: Cheryl Lynn            |
| 2019 | Arabian Nights Aladdin                           | Erstveröffentlichung: 17. Mai 2019 Verkäufe: + 20.000; Original: Bruce Adler                             |
| 2019 | Friend Like Me Aladdin                           | Erstveröffentlichung: 17. Mai 2019 Original: Robin Williams                                              |
| 2019 | Friend Like Me (End Title) Aladdin               | Erstveröffentlichung: 17. Mai 2019 feat. DJ Khaled; Original: Robin Williams                             |
| 2019 | Prince Ali Aladdin                               | Erstveröffentlichung: 17. Mai 2019 · Verkäufe: + 730.000; US: Gold; UK: Silber; Original: Robin Williams |
| 2024 | Light Em Up Bad Boys: Ride or Die                | Erstveröffentlichung: 7. Juni 2024 mit Sean Paul                                                         |

## Statistik

### Chartauswertung
Die folgenden Aufstellungen bieten eine Übersicht der Charterfolge von Will Smith in den Album-, Musik-DVD- und Singlecharts. Es ist zu beachten, dass bei den Singles nur Interpretationen und keine Autorenbeteiligungen oder Produktionen berücksichtigt wurden.
|                     | DE    | AT    | CH    | UK    | US    |
| ------------------- | ----- | ----- | ----- | ----- | ----- |
| Nummer-eins-Alben   | DE—DE | AT—AT | CH—CH | UK—UK | US—US |
| Top-10-Alben        | DE—DE | AT1AT | CH—CH | UK2UK | US3US |
| Alben in den Charts | DE4DE | AT4AT | CH4CH | UK5UK | US4US |

|                       | DE     | AT    | CH     | UK     | US     |
| --------------------- | ------ | ----- | ------ | ------ | ------ |
| Nummer-eins-Singles   | DE1DE  | AT—AT | CH1CH  | UK1UK  | US2US  |
| Top-10-Singles        | DE4DE  | AT5AT | CH4CH  | UK9UK  | US3US  |
| Singles in den Charts | DE13DE | AT9AT | CH12CH | UK12UK | US10US |

|                          | DE    | AT    | CH    | UK    | US    |
| ------------------------ | ----- | ----- | ----- | ----- | ----- |
| Nummer-eins-Videoalben   | DE—DE | AT—AT | CH—CH | UK—UK | US—US |
| Top-10-Videoalben        | DE—DE | AT—AT | CH—CH | UK—UK | US—US |
| Videoalben in den Charts | DE—DE | AT—AT | CH—CH | UK1UK | US—US |

### Auszeichnungen für Musikverkäufe
| Land/RegionAuszeichnungen für Musikverkäufe (Land/Region, Auszeichnungen, Verkäufe, Quellen) | Silber     | Gold       | Platin       | Diamant  | Verkäufe    | Quellen                                                    |
| -------------------------------------------------------------------------------------------- | ---------- | ---------- | ------------ | -------- | ----------- | ---------------------------------------------------------- |
| Australien (ARIA)                                                                            | —          | 5× Gold5   | 5× Platin5   | —        | 525.000     | aria.com.au                                                |
| Belgien (BRMA)                                                                               | —          | 4× Gold4   | 2× Platin2   | —        | 200.000     | ultratop.be                                                |
| Brasilien (PMB)                                                                              | —          | Gold1      | —            | —        | 20.000      | pro-musicabr.org.br                                        |
| Dänemark (IFPI)                                                                              | —          | Gold1      | Platin1      | —        | 135.000     | ifpi.dk                                                    |
| Deutschland (BVMI)                                                                           | —          | 4× Gold4   | Platin1      | —        | 1.500.000   | musikindustrie.de                                          |
| Europa (IFPI)                                                                                | —          | —          | 3× Platin3   | —        | (3.000.000) | ifpi.org (Memento vom 1. Januar 2014 im Internet Archive)  |
| Frankreich (SNEP)                                                                            | Silber1    | 2× Gold2   | Platin1      | Diamant1 | 1.525.000   | infodisc.fr snepmusique.com                                |
| Italien (FIMI)                                                                               | —          | Gold1      | —            | —        | 50.000      | fimi.it                                                    |
| Japan (RIAJ)                                                                                 | —          | Gold1      | —            | —        | 100.000     | riaj.or.jp                                                 |
| Kanada (MC)                                                                                  | —          | —          | 8× Platin8   | —        | 800.000     | musiccanada.com                                            |
| Mexiko (AMPROFON)                                                                            | —          | 2× Gold2   | 2× Platin2   | —        | 180.000     | amprofon.com.mx                                            |
| Neuseeland (RMNZ)                                                                            | —          | 6× Gold6   | 4× Platin4   | —        | 120.000     | aotearoamusiccharts.co.nz NZ2 NZ3                          |
| Niederlande (NVPI)                                                                           | —          | 2× Gold2   | —            | —        | 100.000     | nvpi.nl                                                    |
| Norwegen (IFPI)                                                                              | —          | 3× Gold3   | Platin1      | —        | 60.000      | ifpi.no (Memento vom 5. November 2012 im Internet Archive) |
| Österreich (IFPI)                                                                            | —          | Gold1      | —            | —        | 25.000      | ifpi.at                                                    |
| Polen (ZPAV)                                                                                 | —          | —          | Platin1      | —        | 50.000      | olis.pl                                                    |
| Schweden (IFPI)                                                                              | —          | 3× Gold3   | Platin1      | —        | 100.000     | sverigetopplistan.se                                       |
| Schweiz (IFPI)                                                                               | —          | 5× Gold5   | —            | —        | 110.000     | hitparade.ch                                               |
| Spanien (Promusicae)                                                                         | —          | —          | 2× Platin2   | —        | 120.000     | elportaldemusica.es                                        |
| Vereinigte Staaten (RIAA)                                                                    | —          | 12× Gold12 | 14× Platin14 | —        | 18.500.000  | riaa.com                                                   |
| Vereinigtes Königreich (BPI)                                                                 | 6× Silber6 | 4× Gold4   | 8× Platin8   | —        | 6.940.000   | bpi.co.uk                                                  |
| Insgesamt                                                                                    | 7× Silber7 | 57× Gold57 | 54× Platin54 | Diamant1 |             |                                                            |